# Aéroport d'Orly metróállomás
Az Aéroport d'Orly egy metróállomás Franciaországban, Párizsban a párizsi metró 14-es metróvonalán, amely a Grand Paris Express projekt részeként épült 14-es vonal végállomása. Paray-Vieille-Poste község területén található, és a Párizstól mintegy 13 kilométerre délre fekvő Orly repülőteret szolgálja ki. Az állomás a 14-es vonal déli meghosszabbításával együtt nyílt meg 2024. június 24-én, nem sokkal a 2024-es nyári olimpiai játékok és a 2024-es nyári paralimpia kezdete előtt.
Tulajdonosa és üzemeltetője a RATP.

## Helyszín
Az állomás közvetlenül a 3. terminál épülete előtt található, amely összeköti a nyugati (1. és 2. terminál) és a déli (4. terminál) épületeket. Az állomáson csatlakozási lehetőség van a 7-es Île-de-France-i villamosvonalhoz és az Orlyval automata buszjárathoz az Antony állomáshoz az RER B vonalon.
Az állomásnak két kijárata van - az egyik az 1., 2. és 3. terminál közelében, a másik pedig a 4. terminál közelében.

## Metróvonalak
Az állomást az alábbi metróvonalak érintik:
- 14-es metróvonal

## Kapcsolódó állomások
A metróállomáshoz az alábbi állomások vannak a legközelebb:
- Thiais–Orly metróállomás (Saint-Denis Pleyel, 14-es metróvonal)
- Antonypole - Wissous Centre (Nanterre-La Folie, 18-as metróvonal)